# Мухаммед Али Египетский
Муха́ммед Али́-паша́ (араб. محمد علي باشا‎, осман. محمد علی پاشا‎ / Mehmet Ali Paşa, алб. Mehmet Ali Pasha; 4 марта 1769 — 2 августа 1849) — паша Египта (1805—1848), вассал турецкого султана Махмуда II, восставший против него в 1831 году.

## Биография

### Взлёт

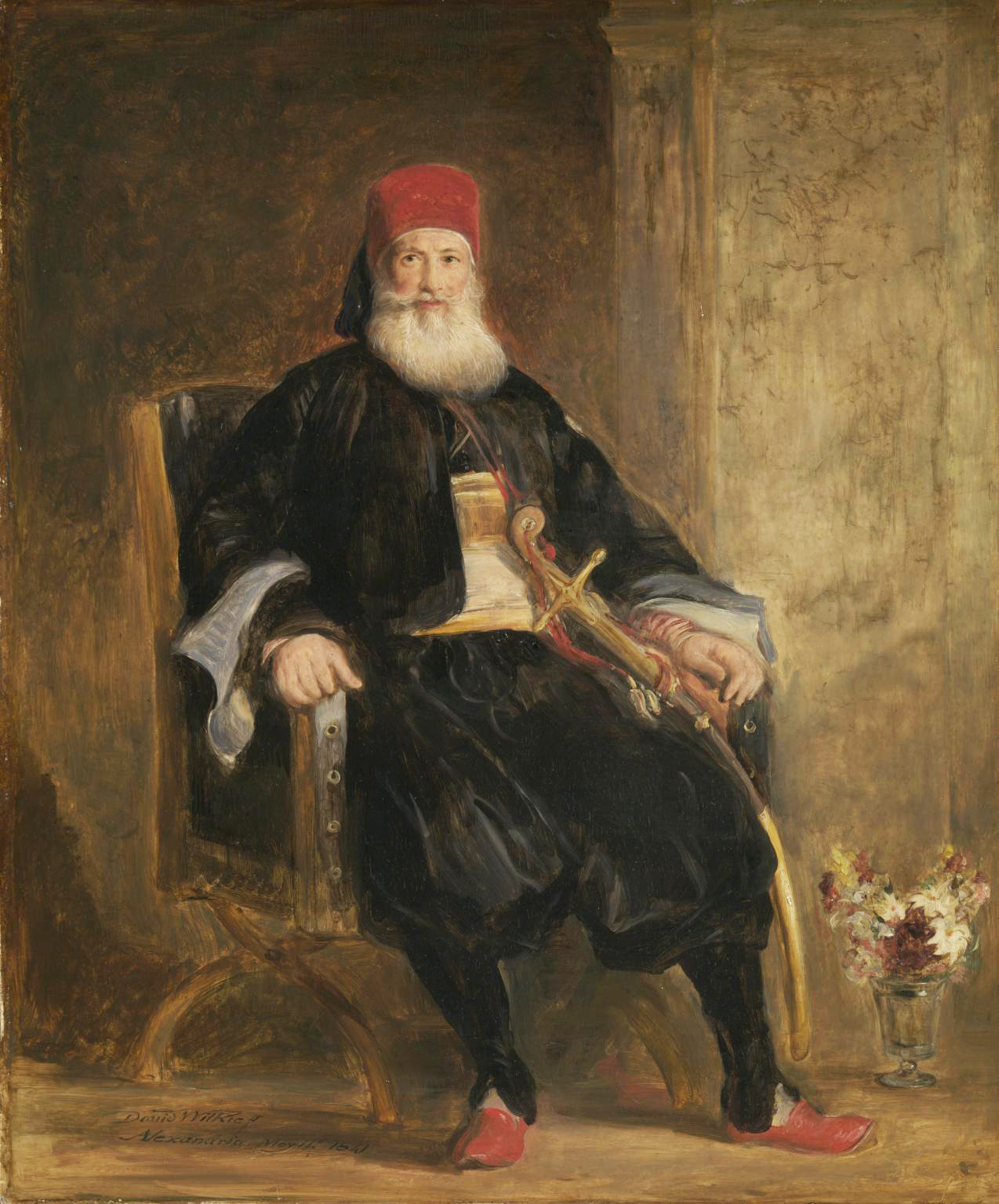
Портрет кисти Дэвида Уилки

Родился в 1769 году в албанской семье в Кавале (Македония). О ранних годах рассказывают по-разному. По версии, изложенной в Британике, его отец был агой и мелким землевладельцем, а Н. Н. Муравьёв-Карский писал, что отец Мухаммеда служил военным чиновником у правителя Кавалы и имел одиннадцать сыновей, младшим из которых был Мухаммед. Мухаммед Али потерял родителей и воспитывался в чужой семье. Став взрослым, завел табачную торговлю и даже не помышлял о военной службе. Но когда ему исполнилось 30 лет, в его жизни произошел крутой перелом. Во время войны с Францией Турция объявила набор в армию. Был призван и Мухаммед Али. Муравьёв пишет, что хотя среди 300 человек, набранных в Кавальском округе, находился сын вельможи (или сын правителя Кавалы, или сын чорбаджи Праусты), начальство отрядом доверили Мухаммеду Али.
В качестве заместителя начальника албанского военного отряда был послан османской администрацией в Египет в 1798 году для войны с Наполеоном. Обладая твердой волей, безграничным честолюбием и большими дарованиями, Мухаммед Али проявил себя в битве при Абукире, хотя чуть и не погиб вместе со многими турками. Но был эвакуирован флотом Сиднея Смита. После битвы при Абукире карьера Мухаммеда Али пошла вверх, он скоро выдвинулся и стал командиром полка, вернувшегося в Египет в 1801 году.
После ухода французов и англичан Египет оказался зоной борьбы турецких командиров: наместника Египта Коджа Хюсрев Мехмеда-паши, начальников двух мамелюкских армий беев Османа Бардиси и Мухаммеда Эльфи и начальника четырёхтысячного албанского корпуса Порты Мухаммеда Али. После того как мамелюки Османа Бардиси и Мухаммеда Эльфи разбили войска Хюсрев Мехмеда, последний обвинил Мухаммеда Али в измене и потребовал к себе. В ответ Мухаммед Али, вступив в союз с Османом Бардиси, пленил пашу. Другой наместник, Али Джезаирли, посланный Турцией навести порядок в Египте, вовсе был убит солдатами. После победы мамелюков над Хюсрев Мехмедом-пашой беи Осман Бардиси и Мухаммед Эльфи начали борьбу друг с другом. В этой ситуации Мухаммад Али поддерживал то одну, то другую сторону. После того как он смог выгнать Мухаммеда Эльфи в Верхний Египет, а Османа Бардиси из Каира, Мухаммед Али решил легитимизировать свою власть. В 1804 году Мухаммед предложил правителю Александрии Хуршид-паше сделку: паша становился наместником Египта, а Мухаммед Али становился каймаком (то есть заместителем). Порта утвердила договор. Вскоре между Хуршид-пашой и албанцами Мухаммеда Али начались конфликты. Албанцы были недовольны задержкой жалования. Хуршид-паша считал, что после того как они разбили мамелюков, им в Египте делать нечего, и потребовал возвращения их домой. В результате вспыхнувшего конфликта Каир оказался разорён солдатами Хуршид-паши, и местные шейхи поддержали Мухаммеда Али.

### Наместник Египта
Шейхи предложили Мухаммеду Али стать наместником Египта. Сначала Мухаммед притворно отказывался, но вскоре согласился и 2 мая 1805 года был избран советом шейхов. А 9 июля 1805 года был утвержден в этом звании Стамбулом. Это назначение привело к объединению противников Мухаммеда, которые нашли общий язык с мамелюком Мухаммедом Эльфи, предложившим свои услуги Стамбулу (и доступ в египетские гавани англичанам). В результате интриг Эльфи и английских агентов турецкое правительство отправило в Египет капудан-пашу, чтобы тот восстановил мамелюков в своих правах. Мухаммеду Али в награду за службу назначался Салоникийский пашлык. Сначала Мухаммед Али согласился, но после того как египетские шейхи и мамелюки Бардиси выступили против отъезда, изменил решение. 17 августа 1805 в пригороде Каира было уничтожено 1700 мамлюков. В такой ситуации Стамбул вновь решил утвердить Мухаммеда Али наместником Египта. За фирман с этим решением новый наместник дал взятку в 7,5 миллионов франков.
Вскоре (к 1807 году) оба лидера мамелюков — и Мухаммед Эльфи, и Осман Бардиси — скончались.
В 1807 году  в ходе Англо-турецкой войны англичане попытались силой взять то, что им обещал Эльфи. Собрав пятитысячный корпус, британцы попытались захватить Египет. В марте 1807 года войска англичан, опираясь на мамелюков, высадились в Египте. Им удалось захватить Александрию, но Мухаммед Али, разбив англичан в сражении под Розеттой, вынудил их в сентябре 1807 года покинуть Египет.

### Реформы
Под руководством Мухаммеда Египет сильно развился. Он окружил себя европейскими советниками (в основном французами) и, убедившись в превосходстве европейской организации армии над турецкой и успев также несколько ознакомиться с французскими обычаями и порядками, решился реорганизовать армию, правительство и самый строй египетской жизни в европейском духе. Он приступил к реформам в Египте почти одновременно с султаном-реформатором Махмудом II, но достиг в своих начинаниях значительно бо́льших успехов. За налаживание дипломатических и торговых связей Египта с европейскими странами отвечал министр армянского происхождения Погос Юсуфян, которому Муххамед так доверял, что заранее подписывал чистые листы, на которых затем Юсуфян составлял документы от его имени.
В 1809 году Мухаммед Али отменил вакфы, в 1811—1814 ликвидировал землевладение мамелюков и мультазимов. В результате этой реформы большая часть земель стала принадлежать государству. Земли в деревнях были разделены между феллахами по 3-5 федданов на работника. За этот участок феллах обязан был платить высокий налог и в течение 60 дней отрабатывать государственные повинности. Лишь после 1829 года Мухаммед Али вновь вернулся к системе помещичьего землевладения, когда стал раздавать земли с сидящими на них феллахами чиновникам и офицерам.

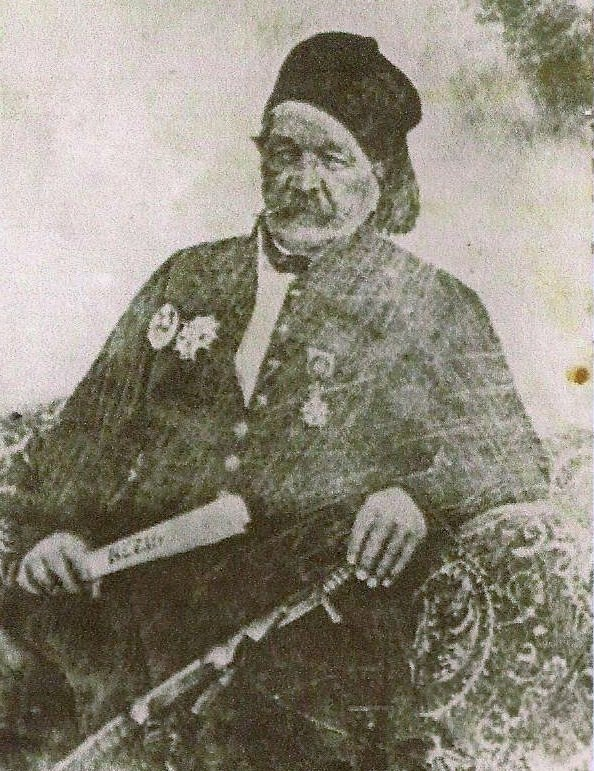
Полковник Сельва (Сулейман бей)

Мухаммед Али развивал сельское хозяйство: совершенствовались способы обработки земли, улучшались породы лошадей и овец, вводились новые сельскохозяйственные культуры (хлопчатник, оливковое и тутовое деревья, лён и индиго). Севернее Каира была построена плотина, а в Нижнем Египте строились оросительные каналы (так, между Александрией и Каиром был прорыт канал Махмудие). Благодаря реформам в сельском хозяйстве площадь орошаемых земель возросла на 100 тысяч федданов, а посевная площадь с 2 млн в 1821 году до 3,1 млн в 1831 году. В 1816—1820 годы Мухаммед Али ввел монополию на торговлю и на продажу сельскохозяйственных продуктов и ремесленных изделий. Эти монополии давали в пользование откупщикам.
Мухаммед Али посылал молодых египтян учиться в Париж и Лондон.
Сам Мухаммед Али вовсе не получил образования: только на сороковом году жизни он выучился читать, а писать не умел вовсе; тем не менее он хорошо понимал цену знаниям, дал хорошее образование своим сыновьям Ибрагиму-паше и Саиду-паше, открыл в Египте много светских школ (начальных и средних), а также четырёхлетние училища (административное, лингвистическое, ветеринарное, медицинское, механическое, сельскохозяйственное, музыкальное) и типографию; в 1828 году начала выходить первая в истории газета на арабском языке «Аль-Вакаи аль-мисрия» («Египетские события»).
Мухаммед Али реорганизовал управление страной: в 1826 году создал Государственный совет и кабинет министров. В результате административной реформы было создано 7 мудирий (провинций) во главе с губернаторами.
Одним из главных преобразований Мухаммеда Али стала военная реформа. Для её проведения он активно прибегал к помощи иностранных специалистов (в основном французов). В её ходе Мухаммед Али создал регулярную армию, ввел воинскую повинность. В 1826 году открыл несколько военных училищ, Академию генерального штаба. Новая египетская армия была вооружена артиллерией. Реформой египетской армии руководил перешедший в ислам француз полковник Сельва (именуемый Сулейман-беем), а реформой флота — Сиризи. В результате военной реформы Египет получил армию в 150 тысяч — 200 тысяч человек, флот в 32 — 60-80 судов, были отремонтированы и созданы новые крепости.
Военная и аграрная реформа привели к развитию промышленности. Активно строились фабрики, сахарные, селитренные, пороховые, чугунолитейные, оружейные заводы, текстильные мануфактуры и литейно-механические мастерские. К 1840 году на фабриках и заводах работало 35 тысяч человек.

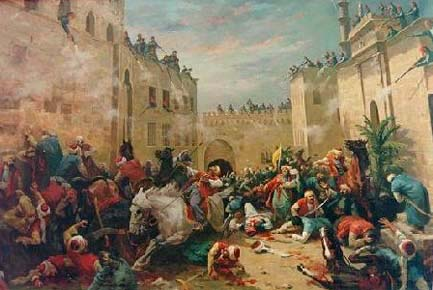
Орас Верне Резня мамлюков в 1811 году

При проведении реформ, вызывавших недовольство в среде консервативно настроенных подданных (даже членов его собственной семьи, в частности, его внука Аббаса-паши), он нередко действовал крайне жёстко. В качестве одного из примеров подобных жестокостей египетского правителя следует, в частности, упомянуть массовое убийство по его приказу шестисот мамлюков в 1811 году. 1 марта 1811 года Мухаммед Али пригласил лидеров мамелюков на праздник в каирскую цитадель. Предлогом для сбора стало назначение Тусуна (сына Мухаммеда Али) сераскером в аравийской экспедиции. Когда мамелюки оказались в ловушке, их всех расстреляли албанцы со стен из ружей.
7 апреля 1824 года шейх Радван в провинции Кена в Верхнем Египте провозгласил себя Махди, объявил Мухаммеда Али «неверным» и поднял мятеж против военного призыва и других реформ. Он собрал около 30 тысяч приверженцев и блокировал резиденцию губернатора провинции. Против повстанцев были направлены войска, около 4 тысяч повстанцев были убиты, а шейх Радван бежал в пустыню. Когда Мухаммеду Али доложили, что при подавлении восстания один сержант убил своего отца, сражавшегося на стороне махдистов, то Мухаммед Али приказал немедленно произвести его в лейтенанты.

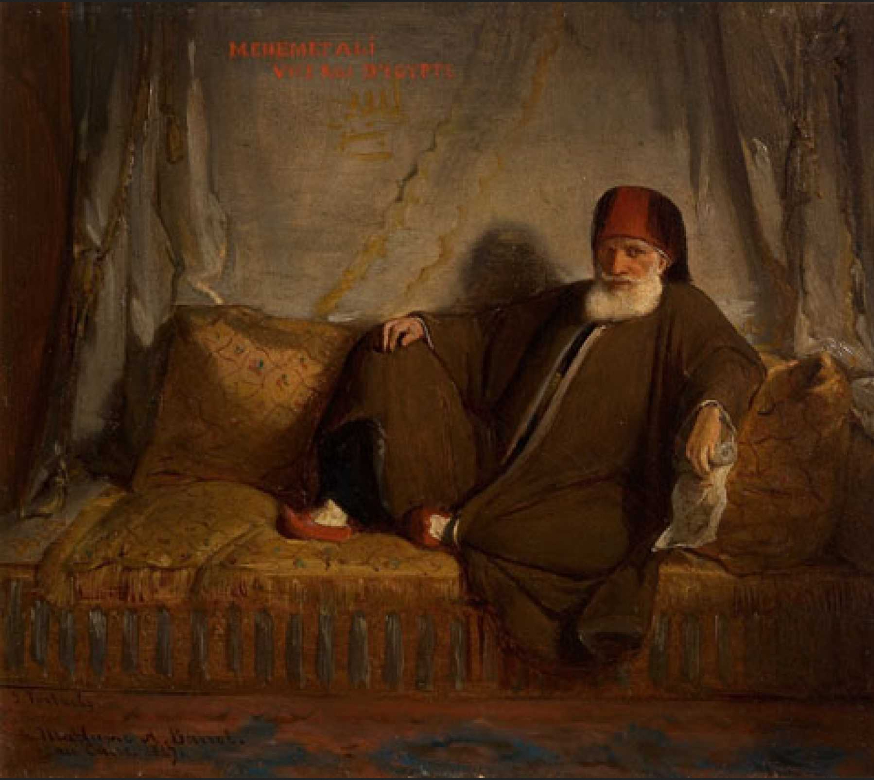
Мухаммед Али-паша

В личных отношениях, особенно с европейцами, Мухаммед Али производил впечатление мягкого человека, не чуждого гуманности. Простота и доступность в обращении и частной жизни, презрение к условностям восточного этикета, прекрасно уживавшиеся в нём с властолюбием и честолюбием, импонировали общавшимся с ним европейцам.

### Войны в поддержку Стамбула

Экспансия Египта при Мухаммаде Али

В 1808 году, в ответ на усиление в Аравии ваххабитов, захвативших Мекку и Медину, турецкий султан призвал Мухаммеда Али вернуть Османской империи священные города. Занятый борьбой с мамелюками, вновь взявшимися за оружие, Мухаммед не рискнул покидать Египет. Лишь в 1811 году, уничтожив всех мамелюков, он развязал себе руки.
В 1811—1818 годах Египет участвовал в войне с ваххабитским государством Саудидов, в ходе которой захватил Аравийский полуостров. Лидер Саудидов попал в плен и был сослан в Стамбул, а сын Мухаммеда Ибрагим получил в управление Меккский пашлык.
В 1820 году Мухаммед Али предпринял попытку захвата Нубии и Сеннара, на территории которых укрылись мамелюки. В 1820—1822 годы Египет захватил Северный Судан и сделал его своей провинцией с центром в Хартуме (основанном в ходе завоевания).
В 1823—1824 годы Мухаммед Али подавил восстание в Аравии, поднятое бедуинами, вакхабитами и беглыми феллахами.
Превратив Египет в мощное государство, способное поддержать Порту войсками и флотом, Мухаммед Али участвовал в подавлении восстания греков, получив за это в управление Крит и Морейский пашлык для сына Ибрагима. Однако, после поражения Мухаммед был вынужден умерить свои амбиции. Несмотря на то, что египетский флот вместе с турецким был разбит в сражении при Наварине (1827 год), к 1830 году он сумел восстановиться.

### Турецко-египетский конфликт
Ещё в 1813 году во время войны Египта с ваххабитами Аравии Стамбул пытался заменить Мухаммеда Али на более лояльную фигуру. Султан издал фирман, в котором назначал наместником Египта одного из приближённых Мухаммеда — Латхив-пашу. Эта попытка закончилась провалом: Латхив-паша был схвачен и обезглавлен в декабре 1813 года.
После русско-турецкой войны 1828-1829 годов Мухаммед Али перестал платить дань Махмуду II, а в 1831 году, желая создать из Египта независимое наследственное государство, развязал войну с Османской империей.
Предлогом для войны стало «своеволие» Абдаллы, паши Акрского, не желавшего выплачивать Египту компенсацию за причиняемый ущерб.

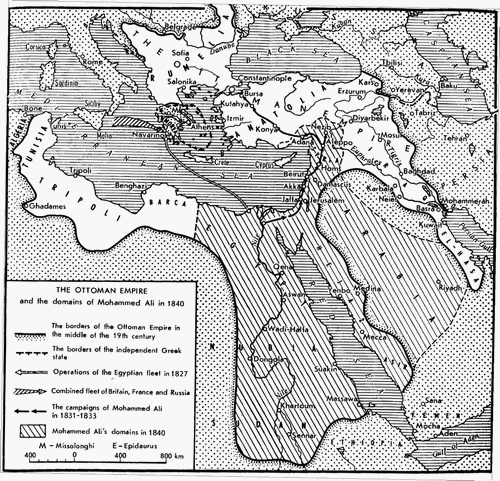
Владения Мухаммеда Али на момент турецко-египетских войн

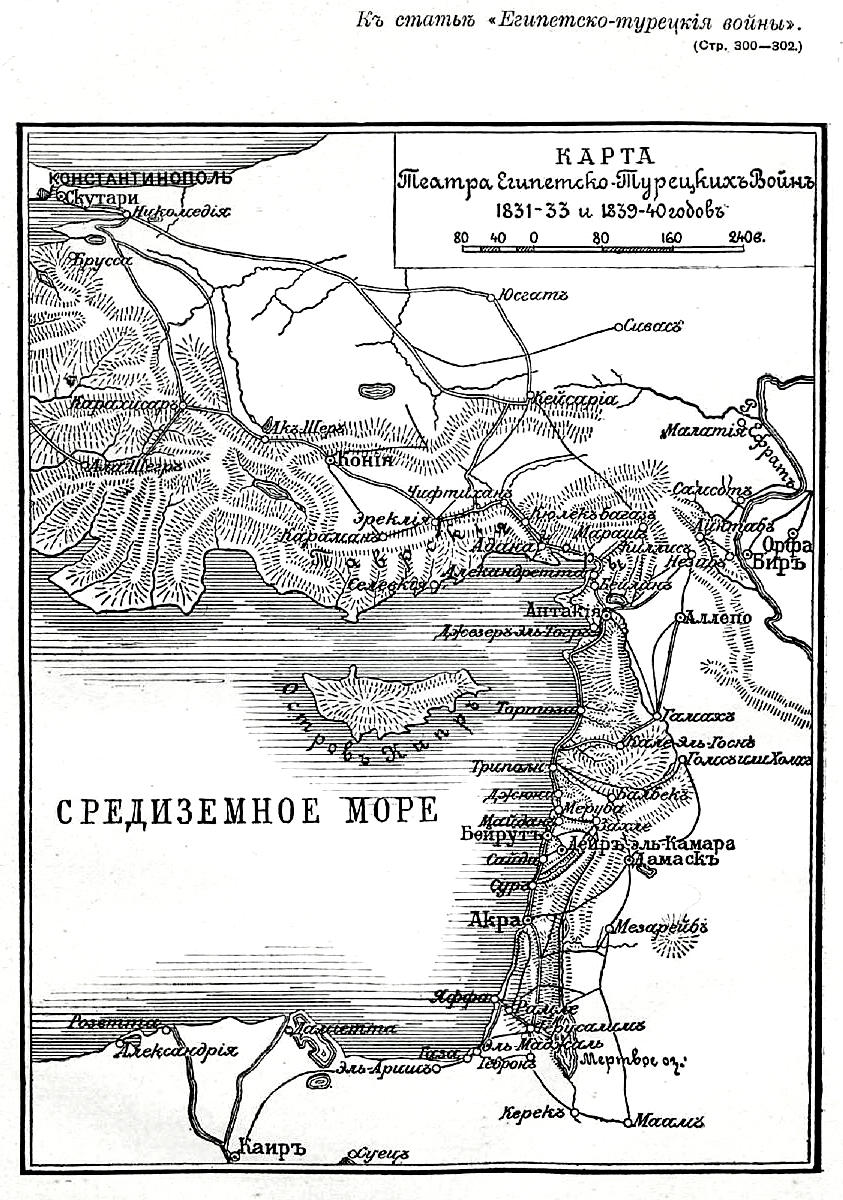
Театр военных действий в турецко-египетских войнах

Приёмный сын Мухаммеда Али Ибрагим-паша в октябре 1831 двинулся с войсками в подвластную османам Сирию, заняв города Газу, Яффу и Хайфу, и 9 декабря осадил крепость Сен-Жан д’Акр. С её падением вся турецкая Сирия перешла в руки египетского паши. Султан объявил Мухаммеда Али мятежником и, отстранив его фирманом от власти в пользу Хуссейна-паши, направил в марте 1832 года к сирийским границам армию под начальством последнего. К этому моменту Ибрагим взял Акру (27 мая) и Дамаск (15 июня). Пока производилась осада Акры, Ибрагим-паша со своими войсками прошёл по окрестной местности, покорил всю среднюю Палестину, а племена Ливана присоединились к нему в надежде освободиться от злоупотребления турецкого управления.
После этого Ибрагим-паша разбил авангард Хуссейн-паши 9 июля при Хомсе и, заняв Алеппо, 29 июля разбил наголову основные турецкие силы у Бейленского прохода (в горах между Сирией и Киликией).
Султан выслал вторую, более сильную армию под командованием своего лучшего полководца Решида-паши. Но и он был разбит 21 декабря 1832 в битве при Конье и взят в плен.
После этого Ибрагим-паша собирался переправиться в европейские владения Турции, но вмешательство России спасло ситуацию. Мухаммед Али отозвал Ибрагим-пашу из Малой Азии и умерил свои притязания. В 1833 году в Кутайе был заключён договор, по которому Мухаммед Али получал Сирию как вассальное владение и Аданский округ во временное пользование.
Но, подписав мир, обе стороны стремились его скорректировать. Стамбул в 1834 году не только открыто поддержал выступление сирийских горцев, выступивших против новых порядков, но и направил армию на левобережье Евфрата к Урфе, чтобы «правильно провести границу». Вмешательство великих держав, начавших новые переговоры, лишь отчасти разрядило ситуацию. Ибрагим отбил Урфу и, подавив мятеж, вернул ситуацию к предыдущему статусу. Но стороны продолжили вооружаться. Ситуацию усугубляли новые противоречия. Султан требовал, чтобы Мухаммед Али сократил войска и регулярно платил дань, а тот требовал от Стамбула признание должностей наследственными в его семье. Султан соглашался на подобное в отношении Египта, но требовал вернуть Сирию. Переговоры затягивались и в конце 1837 были прерваны.
В 1838 году в Ливане вспыхнуло восстание, поддержанное из Стамбула. 3 июля 1838 года Англия заключила с Османской империей Балта-Лиманский договор, (вступавший в силу 1 марта 1839 года), по которому получала право на свободную торговлю по всей империи. В том числе, требовал египетское правительство разрушить импортные барьеры и отказаться от своих монополий. Мухаммед Али отказался признать привилегии, полученные англичанами по этому договору. Англия, надеясь, что турецкая армия, обученная прусскими инструкторами, разобьёт египетскую, подталкивала султана к новой войне.
В начале 1839 года султан собрал большую армию в 100 000 человек в приграничных с владениями Мухаммеда Али пашлыках Восточной Анатолии. Мухаммед Али в ответ усилил свои войска в Сирии и Аданском округе.
14 апреля 1839 года турецкий корпус Хафиз-паши с баз под Диярбакыром, Малатьей и Урфой двинулся к сирийской границе. В апреле 1839 турецкий авангард форсировал Евфрат. Армия Хафиза-паши подошла к Биреджику. В это же время корпус Али паши багдадского нацелился на Адану, Сулейман паша марашский планировал двигаться к Александретте, а Индже Мехмет паша мосульский находился в резерве. Первоначально между турецкими и египетскими отрядами происходили мелкие столкновения. От генерального сражения Ибрагим по совету французов первоначально уклонялся. 1 июня 1839 года турецкая армия взяла Айнтаб, а 7 июня султан выпустил фирманы, в которых отстранил Мухаммеда Али и Ибрагима от занимаемых постов и приговорил как изменников к казни. Турецкий диван объявил правителем Египта Хафиз-пашу.
Эти события официально начали вторую турецко-египетскую войну. Армия султана, при которой находился Мольтке, была разбита при Незибе, а капудан-паша Ахмет-Февзи 14 июля 1839 года передал флот египтянам в Александрии.

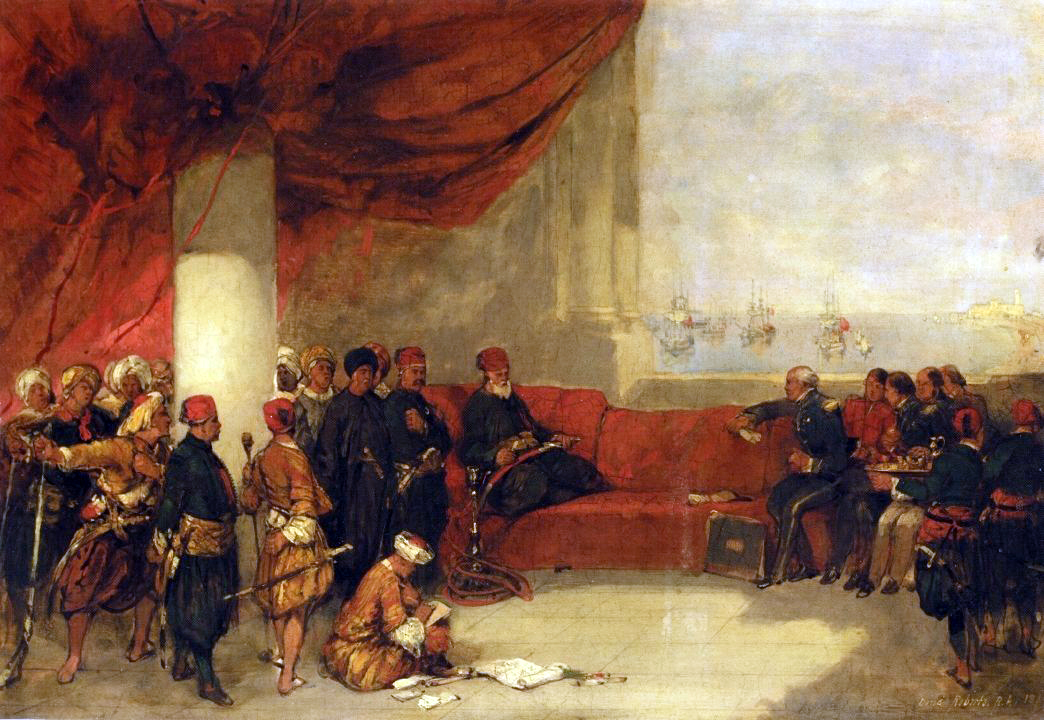
Мухаммед Али-паша принимает британских послов в своём дворце в Каире, картина Робертса Дэвида (1839)

Торжествующий Мухаммед Али потребовал от преемника Махмуда II, Абдул-Меджида наследственной власти над Египтом, Сирией, Аданой и Критом и Аравией. Кроме этого, Мухаммед Али потребовал устранения Хосрев-паши с поста визиря и начала переговоров.
Европейские страны, в том числе и Франция, опасаясь нарушения баланса в регионе, в целях поддержания мира предложили султану рассмотрение этого вопроса на суд европейских кабинетов. После согласия султана в Лондоне собралась конференция из представителей пяти ведущих держав, которая присудила передать Мухаммеду Али южную часть Сирии (Аккский пашлык) и предоставить наследственную власть в Египте с условием признания им беспрекословного подчинения султану и продолжения выплаты дани. Египетский паша обязан был вернуть султану Аравию (с Меккой и Мединой), Крит, Аданский округ и большую часть Сирии. Мухаммед Али отверг решение конференции. Тогда объединённый англо-австрийский флот в сентябре 1840 года атаковал Бейрут, а 27 ноября подступил к Александрии и принудил Мухаммеда Али признать итоги конференции. Мухаммед Али удержал за собой только Египет и Судан и был вынужден снова начать выплачивать дань Порте.

### Последние годы
Отличаясь в молодости необузданной храбростью и воинским честолюбием, к зрелым годам Мухаммед Али превратился в мудрого и дальновидного государственного деятеля. Он предпринял целый ряд грандиозных предприятий, призванных прославить его имя в Европе и в потомстве: так, он задавался мыслью о прорытии канала через Суэцкий перешеек, но не решился приступить к исполнению задуманного, опасаясь вредного влияния канала на самостоятельность Египта и испытывая трудности с финансами. В начале 1840-х годов он предпринял целый ряд шагов по развитию ирригации страны, не вполне удавшихся вследствие того же недостатка в деньгах. После 1843 года, сразу после сирийского разгрома, разум Мухаммеда Али стал все более затуманиваться и иметь тенденцию к паранойе. Была ли это настоящая дряхлость, следствие усталости и неудач или побочным эффектом нитрата серебра, который ему давали много лет назад для лечения приступа дизентерии, остается предметом споров историков.
В 1844 году были получены налоговые поступления, и шериф-паша, глава дивана аль-малийя (министерства финансов), слишком боялся за свою жизнь, чтобы сообщить Али новость о том, что долг Египта теперь составляет 80 миллионов франков (2 400 000 фунтов стерлингов). Задолженность по налогам составила 14 081 500 пиастров из общей расчетной суммы налога в 75 227 500 пиастров. Он робко обратился к Ибрагим-паше с этими фактами и вместе составил отчет и план. Предвидя первоначальную реакцию своего отца, Ибрагим организовал, чтобы любимая дочь Мухаммеда Али сообщила эту новость. Это принесло мало пользы, если вообще имело. Возникший  припадок ярости в результате превзошёл все ожидания - у Мухаммеда Али случился тяжелый эмоциональный и нервный срыв. Потребовалось шесть полных дней, чтобы установился хрупкий мир и его состояние стабилизировалось.
В 1846 году, когда Ибрагима, постепенно искалеченного ревматическими болями и туберкулезом (открылось кровохарканье), отправили в Италию на воды, Мухаммед Али отправился в Константинополь. Там он вынужден был пойти через унижение - пошел к султану, выразил свои опасения и помирился с ним, объяснив: «Ибрагим стар и болен, Аббас ленив (хаппа), и тогда Египтом будут править дети. Как они будут держать Египет?». После того, как он обеспечил наследственное правление для своей семьи, Вали правил до 1848 года, когда развитие катаракты сделало дальнейшее управление невозможным.
Вскоре дело дошло до того, что его сыну и наследнику, смертельно больному Ибрагиму, ничего не оставалось, как отправиться в Константинополь и попросить султана признать его правителем Египта и Судана, хотя его отец еще был жив. Однако на корабле, возвращающемся домой, Ибрагим, охваченный лихорадкой и тяжело подавленный от происходящего, мучался припадкам и галлюцинациям. Он пережил путешествие, но через шесть месяцев умер. Ему наследовал его племянник (сын Тосуна) Аббас-паша.
К этому времени Мухаммед Али стал настолько болен и стар, что ему просто не стали сообщать о смерти сына. Промедлив еще несколько месяцев, Мухаммед Али умер во дворце Рас-эль-Тин в Александрии 2 августа 1849 года и в конечном итоге был похоронен во внушительной мечети, которую он построил в Каирской цитадели.

## Семья и дети
Имел несколько жен, от которых у него было 19 сыновей и 13 дочерей.
| жены и наложницы 1. c 1787 года (в Кавале) Амина Ханум Эффендимиз (1770—1824), вдова 2. Шамс уз-Зафар Ханум (-1846), бывшая рабыня. Мать четверых детей (все умерли молодыми). 3. Нурай Ханум, бывшая рабыня, грузинка. Детей не было. 4. Шамс-и-Нур Ханум (- 1863), бывшая рабыня, черкешенка. С 1824 года главная жена. 5. Зефа Ханум [Ум Искандер], бывшая рабыня, грузинка. Примерно ок. 1840 года получила статус четвёртой жены. 6. Мах-Дуран Ханум Эффенди (- 1880) - Джилфидан Кадин (- 1813) - Камар Кадин (-1868) - Мумтаз Кадин (-9 февраля 1868), бывшая рабыня, русская. - Пакиза Кадин. - Шан Шакар Калфа, бывшая рабыня, черкешенка, у которой был один сын. - Махиваш Кадин (- 1856). - Намшаз Кадин (около 1798—1864), бывшая рабыня - Нур-и-Шам Кадин (- 1869), черкешенка. - Найла Кадин. - Сания Шах Кадин [Ум Нуман] (- 1816). - Хадиджа Зиба Кадин (- 1878), черкешенка. - Айн-уль-Хаят Ханум (- 1849), бывшая рабыня. |  | сыновья: - Ибрагим-паша (1789—1848), паша Египта (1848—1848). Приемный сын, от Амины Ханум. - Ахмед Тусун-паша (1794—1816). Старший из родных детей, от Амины Ханум. - Исмаил Искандер Али Камиль-паша (1796—1822). Второй сын, от Амины Ханум. Погиб в северном Судане. - Абдул-Халим-бей (1797—1818), от Амины Ханум. - Джафар-бей (ум. 1810) - Нуман-бей (ум. 1815), от Сании Шах Кадин. - Абдул-Халим-бей (1819—1821) - Искандер-бей (1821—1823), возможно от Камар Кадин. - Абдул-Халим-бей (1821—1829) - Мухаммед Саид-паша (1822—1863), паша Египта (1854—1863), от Айн-уль-Хаят Ханум - Халим-бей (ум. 1823) - Махмуд-бей (1825—1829) - Хусейн-бей (1825—1847) - Абдул-Халим-бей (1826—1830) - Мухаммед Али Садик-бей (1828—1836), от Махиваш Кадин - Али-бей (1829 — п. 1841), от Шан Шакар Калфы - Мухаммад Абдул-Халим-паша (1830—1894), от Намшаз Кадин - Искандер-бей (1831/1833 — п. 1841), от Зефы Ханум - Мухаммед Али-паша (1833—1861), от Хадиджи Зибы Кадин |  | дочери: - Тафида Ханум (1788—1830), от Амины Ханум - Хадиджа Назлы Ханум (1795—1860), от Амины Ханум - Зейнаб Ханум (1799—1821), от Шамс-и-Нур Ханум - Рукия Ханум (1807—1810) - Рукия Ханум (1811—1814), от Шамс уз-Зафар Ханум - Сальма Ханум (ум. 1815) - Зулейха Ханум (ум. 1815) - Фатима Ханум (ум. 1822), от Пакизы Кадин - Фатима Уль-Рухия Ханум (ум. 1823) - Зейнаб Ханум (1822—1823) - Зейнаб Ханум (1824—1829) - Зейнаб Ханум (1825—1882), от Шамс-и-Нур Ханум - Айша Ханум (1828—1833) |

## Оценка и критика
Роль и значение Мухаммеда Али вызывает споры. Уже современники по-разному к нему относились. Например побывавший в начале 1830-х годов в Египте Н. Н. Муравьёв-Карский признавал нововведения и реформы, проведенные им, но указывал, что они проведены не для всех групп населения и за счёт увеличения налогов. Советская историческая энциклопедия приводила целый набор мнений. Она отмечала, что одни (французский врач Клот-бей, англичанин Додуэлл и др.) считали его великим преобразователем, возродившим египетскую державу, сравнивали с Петром I и именовали «Наполеоном Востока»; отрицательные стороны правления этого человека (казни, сохранение крепостнических порядков, истощение страны) преуменьшали или не придавали им значения. Другие авторы (например, Амон) считали, что реформы, проведенные знаменитым албанцем, были «спектаклем», разыгранным Мухаммедом Али для достижения его честолюбивых целей.
По словам СИЭ, советские историки (А. Шами, В. Б. Луцкий) следовали оценке, данной К. Марксом, утверждавшим, «что Мухаммед Али был единственным человеком, который мог бы создать жизнеспособное государство на месте разваливавшейся Османской империи». Поэтому Египет Мухаммеда Али они определяют как «феодально-крепостнический», с «беспощадной эксплуатацией народных масс»; именуя реформы как «объективно-прогрессивные», направленные на создание национального египетского государства. А неудачи деятельности Мухаммеда объясняют нещадным феодально-крепостническим гнетом, непрерывными завоевательными войнами, сопротивлением покорённых народов, противодействием держав, в первую очередь Англии.